# Прибор управления артиллерийским огнём
Приборы управления артиллерийским огнём (ПУАО) — совокупность приборов (обычно относящихся к классу счётно-решающих), при помощи которых осуществляется управление артиллерийским огнём орудий, установленных на кораблях и батареях. Посредством телефонов и специальных переговорных труб данные ПУАО передаются к орудиям.
Приборы управления огнём, как правило, входят в систему управления огнём.
С помощью ПУО решаются следующие задачи:
- нанесение на планшет прибора или карту, закрепленную на нём, точки по её прямоугольным и полярным координатам;
- определение прямоугольных или полярных координат точки, нанесенной на планшет прибора (карту);
- определение дальности, дирекционного угла (доворота от основного направления) и угла места цели или превышения цели (репера) над ОП (КНП);
- определение исчисленных установок для стрельбы способом полной (сокращенной) подготовки, использования данных пристрелочных орудий и переноса огня от репера или ранее пристрелянной цели;
- определение корректуры при пристрелке цели с помощью дальномера, по наблюдению знаков разрывов, а также при пристрелке цели с помощью вертолета последовательными контролями по сторонам света;
- определение точки встречи и исчисленных установок для стрельбы по движущейся цели (колонна, отдельная надводная цель и др.);
- решение задач при самопривязке боевого порядка.

ПУО обеспечивает работу в масштабах 1:25 000, 1:50 000 и 1:100 000.